# Maria Rakowska (zootechnik)
Maria Rakowska z domu Grekowicz (ur. 9 czerwca 1923 w Gruszwicy na Wołyniu, zm. 13 czerwca 2015) – polski zootechnik, prof. zw. dr hab.

## Życiorys
Była uczennicą prof. Henryka Malarskiego z Katedry Fizjologii i Żywienia Zwierząt Politechniki Lwowskiej, w 1950 ukończyła studia na Uniwersytecie Marii Curie-Skłodowskiej w Lublinie, gdzie równocześnie  w latach 1946–1950 pracowała w Katedrze Fizjologii i Żywienia Zwierząt. W latach 1950–1963 była pracownikiem Państwowego Zakładu Higieny, w latach 1963–1975 – Instytutu Żywności i Żywienia. W latach 1975–1995 pracowała w Instytucie Hodowli i Aklimatyzacji Roślin, gdzie kierowała stworzonym przez siebie Zakładem Biologicznej Oceny Produktów Roślinnych. W 1956 została kandydatem nauk rolniczych na podstawie pracy Badania nad wartością odżywczą nasion niegorzkiego łubinu białego (Lupinus albus) obronionej na Wydziale Rolniczym SGGW, w 1968 otrzymała stopień doktora habilitowanego nauk technicznych w zakresie żywienia człowieka na Wydziale Technologii Rolno-Spożywczej SGGW. W 1977 otrzymała tytuł profesora nadzwyczajnego, w 1982 profesora zwyczajnego. 
Była członkiem zwyczajnym Sekcji Nauk Rolniczych Towarzystwa Naukowego Warszawskiego (TNW). Należała do Polskiego Towarzystwa Nauk Żywieniowych (od 1980 była przez dwie kadencje przewodniczącą Oddziału Warszawskiego).
W swoich badaniach zajmowała się m.in. hodowlą jakościową nowych odmian roślin uprawnych, w tym rzepaku podwójnie ulepszonego i pszenżyta.
Była również autorką książki wspomnieniowej pt. Wspomnienia z Wołynia i dalsze dzieje rodziny (Mała Poligrafia Redemptorystów, Tuchów, 2007; ISBN 978-83-61035-40-4).